# Vlastimir
Vlastimir (Servisch: Властимир, Grieks: Βλαστίμηρος) 
(Stari Ras, voor 805 - aldaar, ca. 850) was de zoon van Prosigoj en heerste als grootžupan in Servië van ongeveer 836 tot 863. Hij was de stichter van de dynastie, die later de Vlastimirić-dynastie genoemd zou worden. Vlastimir heerste over het huidige West-Servië, Noord-Montenegro en Oost-Bosnië. In de strijd tegen de Bulgaarse khan Presian overwon hij deze. Vlastimir had drie zonen en een dochter, die huwde met Krajina, de zoon van župan Beloje van Travunië. Beloje en later Krajina erkenden de suzereiniteit van Vlastimir, die op zijn beurt Krajina tot vorst verhief. Vlastimir werd opgevolgd door zijn drie zonen, die elk een deel van het territorium kregen. Mutimir, de oudste, kwam als grootžupan het opperste heerschap over het land toe.